# Charles Kay Ogden
Charles Kay Ogden (Rossall, 1º giugno 1889 – Londra, 21 marzo 1957) è stato uno scrittore e linguista inglese, noto principalmente per aver creato la lingua artificiale chiamata Basic English.
(Charles Kay Ogden)

## Biografia

### Primi anni
Charles Kay Ogden nacque nella Rossall School di Fleetwood, nel Lancashire il 1º giugno 1889 da Charles Burdett Ogden (13 luglio 1849-10 dicembre 1923) e Fanny Hart (1850-21 dicembre 1944), che si sposarono nel 1888 a Chorlton, nel Lancashire. Charles Burdett Ogden fu impiegato (a vari livelli) presso la Rossall School negli anni 1873-1909. Suo figlio Charles Kay Ogden fu educato a Buxton e Rossall, vincendo una borsa di studio al Madgalene College di Cambridge e iniziando i suoi studi universitari classici nel 1908.

### A Cambridge
Visitò l'Europa continentale per studiare i metodi di insegnamento delle lingue nel 1912 e nel 1913. 
Ogden conseguì un Master of Arts nel 1915.

#### La Heretics Society (1909-1932)
Nel 1909 Ogden co-fondò a Cambridge la Heretics Society ("Società degli Eretici"), che mise in discussione le autorità tradizionali in generale e i dogmi religiosi in particolare, sulla scia dell'opuscolo Prove All Things ("Prova tutte le cose"), precedentemente scritto da William Chawner (1848-1911), preside dell'Emmanuel College, per la Religious Discussion Society. Gli Eretici iniziarono come un gruppo di 12 studenti interessati all'approccio agnostico di Chawner.
La Heretics Society era anticonformista e aperta alle donne. L'8 dicembre 1909 Jane Harrison vi tenne pubblicamente il suo discorso inaugurale dal titolo Heresy and Humanity, poi edito come saggio nel 1911, il quale metteva in guardia dai pericoli del pensiero di gruppo e implorava il pubblico di rendersi conto che «stiamo costantemente negoziando la linea tra l'egotismo e l'istinto del branco, ma che il modo in cui navighiamo su quella linea è importante». Indagando sulle origini della parola: "eresia", la sua conferenza - successivamente pubblicata in: Alpha e Omega (1915) - sfidò molte restrizioni e regole religiose della Chiesa anglicana e le sue cattive alleanze con l'Università. Il secondo discorso inaugurale, dal titolo Dare to Be Wise ("Osa essere saggio"), fu di John Ellis McTaggart, poi pubblicato nel 1910. Un altro dei primi membri con interessi antropologici fu John Layard; Herbert Felix Jolowicz, Frank Plumpton Ramsey e Philip Sargant Florence furono tra i membri. Alix Sargant Florence: sorella di Philip, era attiva sia come eretica che nel comitato editoriale della rivista Cambridge.
Ogden fu presidente degli eretici dal 1911, per più di un decennio; invitò vari oratori di spicco e collegò la Società al suo ruolo di direttore. Gli Eretici accrebbero la loro notorietà quando George Bernard Shaw, che accettò di diventare un membro onorario della Società, il 29 maggio 1911 fu invitato a leggere il discorso The Religion of the Future, al quale il 17 novembre rispose Gilbert Keith Chesterton con The Future of Religion, aprendo così una disputa di grande risonanza. In questo intervento Chesterton si produsse in uno dei suoi famosi bon mots:
(G.K. Chesterton, The Future of Religion)
Nel 1912 parlarono Thomas Ernest Hulme e Bertrand Russell. Il discorso di Hulme su "Anti-Romanticismo" e "Original Sin" fu scritto da Ogden per la Rivista di Cambridge, dove, nel 1916, sia Hulme che Russell avrebbero scritto sulla guerra, dal loro punto di vista opposto. Rupert Brooke si rivolse loro al teatro contemporaneo e un articolo basato sulle sue opinioni su Strindberg apparve sulla rivista Cambridge nell'ottobre del 1913. Un altro discorso del 1913 che fu pubblicato fu da Edward Clodd su: Obscurantism in Modern Science. Ogden fu molto attivo in questo periodo nel vedere queste opere in stampa.
Il 4 febbraio 1923 il biologo John Burdon Sanderson Haldane lesse ai soci il suo discorso Daedalus, che fu pubblicato nel novembre dello stesso anno col titolo Daedalus, or Science and the Future ed ebbe sette edizioni in tre anni, ma stimolò nel 1924 la visione meno ottimistica di Bertrand Russell, intitolata: Icarus, or the Future of Science.
Il 18 maggio 1924 Virginia Woolf vi tenne il discorso Character in Fiction, che scrisse per rispondere alle critiche di Arnold Bennett alla sua Jacob's Room (La stanza di Jacob, 1922) e che nello stesso anno fu pubblicato nella rivista letteraria di Thomas Eliot The Criterion e in opuscolo col titolo Mr. Bennett and Mrs. Brown dalla stamperia privata dell'autrice e del marito. Questo saggio, nella seconda redazione, contiene l'affermazione, divenuta proverbiale, che:
(Virginia Woolf, Mr. Bennett and Mrs. Brown)
L'ultima grande riunione pubblica degli Eretici avvenne il 29 settembre 1929, quando Ludwig Wittgenstein tornò a Cambridge per tenere di fronte a loro la sua famosa Conferenza sull'etica (A Lecture on Ethics), poi edita postuma nel 1965.
Il trasferimento di Ogden a Bloomsbury  nel 1924, l'arrivo di una nuova generazione di insegnanti e studenti, il dissesto finanziario, nonché la crisi economica generale, portarono allo scioglimento della Heretics Society nel 1932.

#### The Cambridge Magazine (1912-1922)
Nel gennaio 1912, mentre era ancora un laureando, fondò il settimanale The Cambridge Magazine, curandone la pubblicazione fino alla sua chiusura nel 1922. Il periodo iniziale fu travagliato. Ogden stava frequentando la parte II del Classical Tripos, quando gli fu offerta la possibilità di avviare la rivista da Charles Granville, che gestiva una piccola ma significativa casa editrice londinese: Stephen Swift & Co. Temendo che assumerne la direzione avrebbe significato rinunciare a conseguire un honours degree, Ogden consultò il suo professore di greco antico Henry Jackson, che gli consigliò di non perdere l'occasione. Poco dopo, Stephen Swift & Co. fallì. Ogden continuò a pubblicare la rivista durante la prima guerra mondiale, quando la sua natura cambiò, perché la febbre reumatica da adolescente lo aveva lasciato inadatto al servizio militare.
Ogden usava spesso lo pseudonimo di: "Adelyne More" nel suo giornalismo. La rivista includeva contributi letterari di Siegfried Sassoon, John Masefield, Thomas Hardy, George Bernard Shaw e Arnold Bennett.
Si trasformò in un organo di commento internazionale sulla politica e la guerra, appoggiato discretamente da un gruppo di accademici di Cambridge tra cui Edward Joseph Dent (che aveva inviato il lavoro di Sassoon), August Theo Bartholomew e Goldsworthy Lowes Dickinson. Un panorama della stampa estera riempiva più della metà di ogni numero; le note della stampa straniera erano fornite da Dorothy Buxton, apparse dall'ottobre 1915 fino al 1920, e la sua diffusione salì ad oltre 20.000 copie. Buxton era sostanzialmente a capo di una grande squadra che raccoglieva e traduceva articoli da circa cento giornali stranieri; ad esempio, un gran numero di traduzioni di articoli italiani furono forniti da Dent. Questo riassunto della stampa europea era la prerogativa della rivista e gli dava un'influenza notevole negli ambienti politici. Ad esempio Robert Ried, 1º conte Loreburn usò gli appunti della stampa straniera per difendere il Marchese di Lansedowne nel 1916, contro rivendicazioni e atteggiamenti bellicosi da parte britannica.
Nel 1917 la rivista subì pesanti critiche; il suo uso neutrale di estratti di stampa straniera fu definito pacifismo, in particolare da parte del Fight for Right, un movimento di destra guidato da Francis Younghusband. Charles Roden Buxton, marito di Dorothy Buxton, era strettamente associato all'Unione del controllo democratico. Sir Frederick Pollock, che presiedette al Fight for Right, scrisse a The Morning Post - nel febbraio del 1917 - accusando la rivista di propaganda pacifista e giocando sul suo legame con l'Università come se avesse uno status ufficiale. Gilbert Murray: un sostenitore del Fight for Right, ma anche un difensore di molti obiettori di coscienza e della libertà di stampa, è intervenuto per protestare, ottenendo il sostegno di Bennett e Hardy. John George Butcher, deputato conservatore del Parlamento per la città di York, fece una domanda in Parlamento sulla pubblicità del governo sulla rivista, nel novembre 1917. Lo scambio parlamentare aveva due politici del Partito liberale, William Pringle e Josiah Wedgewood, sottolineando che la rivista era l'unico modo in cui potevano leggere i commenti della stampa tedesca.
La rivista continuò negli anni del dopoguerra, ma arrivò alla pubblicazione trimestrale prima di chiudere nel 1922. Quando Claude McKay arrivò a Londra nel 1919, ricevette una lettera di presentazione di Ogden da Walter Fuller. Contattò Ogden nel marzo 1920 e quest'ultimo pubblicò la sua poesia sulla rivista.

### Pubblicazioni
Nel 1920 è stato uno dei fondatori della rivista psicologica: Psyche, e in seguito ne ha assunto la direzione; Psyche era inizialmente il Psychic Research Quarterly, istituito da Walter Whately Smith, ma ne cambiò il nome e la politica editoriale nel 1921. Apparve fino al 1952 ed era un veicolo per alcuni degli interessi di Ogden.
Per la casa editrice londinese Kegan Paul, Trench, Trübner & Co. ha curato alcune di quelle che sono diventate importanti collane di monografie, comprendenti centinaia di titoli. Due erano le principali: "The History of Civilization" ("La Storia della Civilizzazione") e: "The International Library of Psychology, Philosophy and Scientific Method" (La Libreria Internazionale di Psicologia, Filosofia e Metodo Scientifico"); quest'ultima collana comprendeva circa 100 volumi dopo un decennio. La collana To-day and To-morrow è stata un'altra vasta serie di circa 150 volumi, di libri popolari in forma saggistica con titoli provocatori; è stata curata da Ogden dal suo lancio nel 1924. Il primo volume (dopo un intervento di Fredric Warburg) è Daedalus, or Science and the Future di John Burdon Sanderson Haldane, ristesura del discorso letto alla Heretics Society il 4 febbraio 1923. Altre collane erano: "Science for You" ("Scienza per Te") e: "Psyche Miniatures" ("Miniature di Psiche").

## Opere
Il primo libro pubblicato da Ogden fu "The Problem of the Continuation School" ("Il Problema della Scuola di Continuazione", 1914), con Robert Anderson Hall (1843-1925), della società di illuminazione: "Best & Lloyd" di Handsworth, e riguardava la formazione industriale. "Militarism versus Feminism" ("Militarismo contro Femminismo, 1915, anonimo) è stato scritto insieme a Mary Sargant Florence (madre di Alix). Uncontrolled Breeding, or, Fecundity versus Civilization ("Procreazione incontrollata, o Fecondità contro civilizzazione", 1917) è un trattato a favore del controllo delle nascite, pubblicato sotto il solito pseudonimo di Adelyne More.
Ogden gestiva due librerie a Cambridge e una galleria in cui vendeva opere d'arte da membri del gruppo: Bloomsbury. Una delle sue librerie fu saccheggiata il giorno della fine della Prima guerra mondiale.

### The Meaning of Meaning

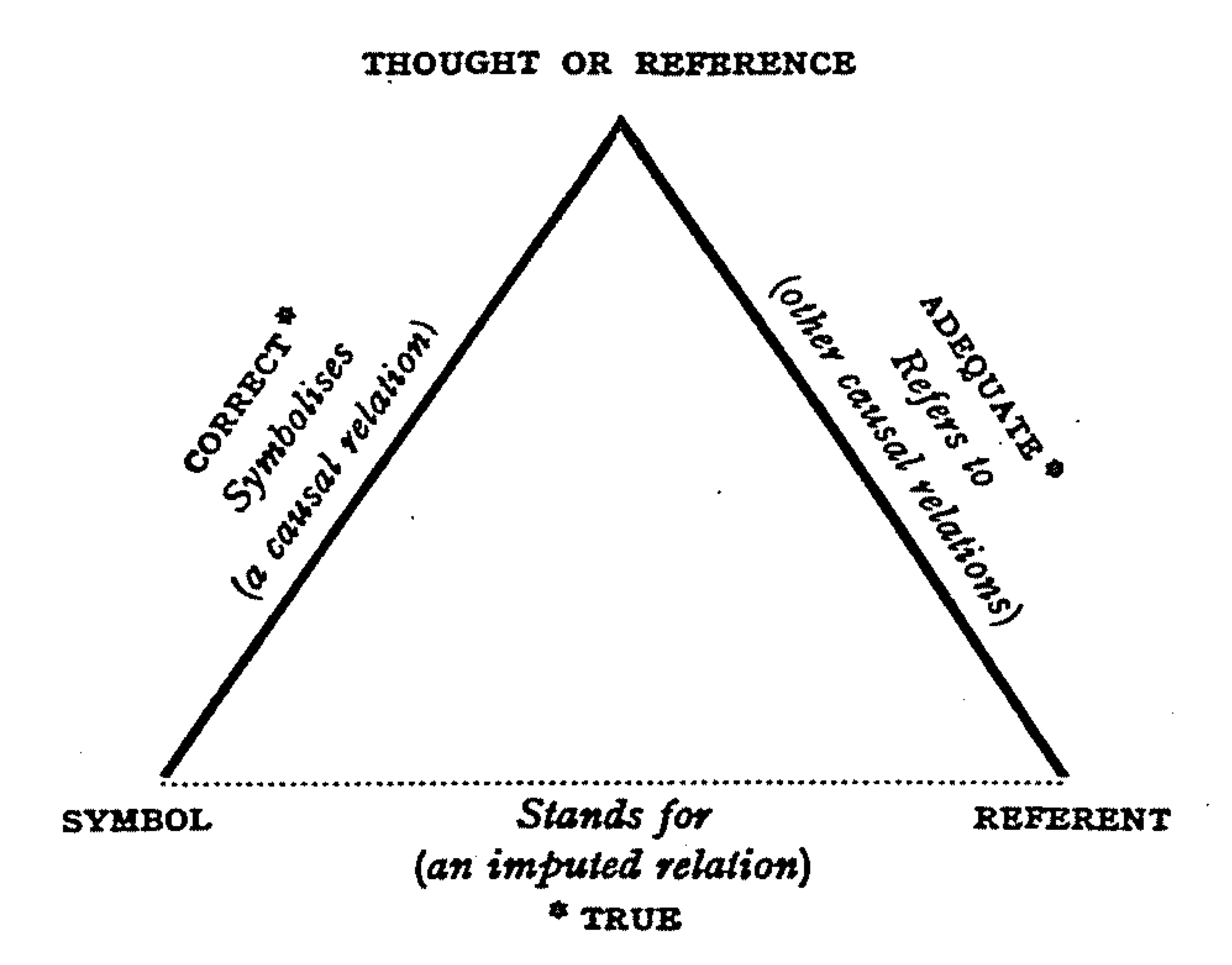
Il triangolo semiotico di Ogden e Richards.

Assieme a I.A. Richards, Ogden è autore di The Meaning of Meaning, opera considerata di grande importanza per la linguistica e lla filosofia del linguaggio. Vi hanno contribuito anche Bronisław Malinowski, F. G. Crookshank e J. P. Postgate. Questo libro ha esercitato una considerevole influenza e ha avuto numerose riedizioni. Propone una scienza del simbolismo, secondo la quale c'è una relazione di causa-effetto tra l'oggetto materiale (chiamato "riferimento") e il pensiero. Secondo questa teoria il riferimento e il simbolo rimangono in relazione indiretta, e ciò implica che c'è stato qualcuno che ha attribuito al simbolo il ruolo di riferimento. Nell'opera è inserito il disegno di un triangolo (che Ogden definisce semiotico) tramite il quale vengono rappresentate le relazioni tra il simbolo, il riferimento e il pensiero. Questa concezione pragmatica del linguaggio ha suscitato molte critiche, ma anche fruttuosi sviluppi.
«Il simbolismo studia il ruolo che il linguaggio e ogni altro tipo di simbolo giocano nella vita dell'uomo; più particolarmente, esso studia la loro influenza sul pensiero.» (p. 9)
Quest'opera, che intreccia legami tra l'antropologia, la linguistica e la filosofia, è all'origine del successivo progetto di Ogden (1930) di creare una lingua artificiale basata sull'inglese, ma facente uso di un numero molto ridotto di vocaboli e di alcune semplici regole grammaticali.

### Basic English
Ogden costruì una lingua artificiale che nelle sue intenzioni sarebbe stata in grado di sostituire quelle precedentemente create (per es. l'esperanto di Ludwik Lejzer Zamenhof). Le 850 parole del Basic English sarebbero state sufficienti, secondo Ogden, ad esprimere tutti i contenuti semantici di qualsiasi concetto.

### Traduzioni
Ogden è conosciuto anche per la traduzione di un classico della filosofia. Con il giovane filosofo Frank Ramsey ha tradotto in inglese (nel 1922) il Tractatus logico-philosophicus di Ludwig Wittgenstein.
Ha anche tradotto un'opera correlata di Georg Kerschensteiner (1854-1932), la quale è apparsa come: "The Schools and the Nation" ("La Scuola e la Nazione", 1914).